# Strumica (Stadt)
Strumica (kyrillisch Струмица [ˈstɾuˌ⁠mic⁠a]; albanisch definit [ˌstɾuˈ⁠mic⁠a], indefinit Strumicë [ˌstɾuˈ⁠mic⁠(ə)]; griechisch Στρούμιτσα Stroúmitsa; türkisch Ustrumca) ist eine Stadt im Südosten Nordmazedoniens nahe der Grenze zu Bulgarien und Griechenland. Strumica ist auch der Hauptort der gleichnamigen Opština.

## Geschichte

### Antike
In der Antike hieß die Stadt Astraion. Zwischen dem 1. und dem 2. nachchristlichen Jahrhundert wurde sie in das Römische Reich eingegliedert. Zu dieser Zeit trug die Stadt den Namen Tiveriopol. Aus dem Jahr 362, während der Herrschaft des römischen Kaisers Julian und der von ihm eingeleiteten Verfolgung der Christen, sind die „Heiligen fünfzehn Tiverioler Märtyrer“ überliefert. In der folgenden Zeit wurde die Region von Plünderungszügen der Goten heimgesucht.
Ab dem 5. Jahrhundert war die Region von Plünderungszügen durch Slawen und Awaren betroffen, wobei sich die ersteren auch in Makedonien niederließen. Es ist nicht bekannt, ob Tiveriopol wie andere antike Städte in der Region (Stobi, Pautalia) von ihnen zerstört und danach aufgegeben wurde.

### Mittelalter
Im 8. Jahrhundert wurde die Stadt Teil des Ersten Bulgarischen Reichs und bekam ihren slawischen Namen Strumica, nach dem gleichnamigen Fluss. Nach dem Ende des Ersten Bulgarischen Reiches 1018 wurde Strumica Bischofssitz des neu geschaffenen Erzbistums von Ohrid. In den folgenden Jahrhunderten war die Region zwischen Bulgaren, Byzantinern und Serben sowie dem Königreich Thessaloniki umstritten, jedoch konnten sich auch lokale Herrscher wie Dobromir Chrysos oder Alexius Slaw behaupten.

### Osmanisches Reich
Später wurde Strimica Teil des Despotats Welbaschd und unter Konstantin Dragaš, der nach der Schlacht an der Mariza (1371) Vasall des Osmanischen Reiches geworden war, osmanisch. Nach der Schlacht bei Ankara um 1402, als die Osmanen eine schwere Niederlage erlitten, rebellierte der Despot von Welbaschd Jusuf und konnte anschließend das Despotat in seinen alten Grenzen wiederherstellen. Um 1427/28, spätestens im Herbst 1431 wurde jedoch das Fürstentum erneut osmanisch und in dessen Grenzen der Sandschak Kjustendil errichtet, eine der größten in der osmanischen Provinz Rumelien.
Unter der Herrschaft der Osmanen hieß die Stadt Ostromdscha und war Zentrum einer Kaza. Laut einem osmanischen Steuerregister (Defter) wohnten 1519 in Ostromdscha 2780 Einwohner. 1450 von ihnen waren Christen und 1330 Moslems. Eine Beschreibung Ostromdschas aus der hochosmanischen Zeit (16./17. Jahrhundert) findet sich im „Reisebuch“ (Seyahatnâme) des osmanischen Reisenden Evliya Çelebi. Er vermerkte, dass die ehemalige Festung verlassen sei und die Stadt aus 2400 ein- und zweistöckigen Häusern bestehe.

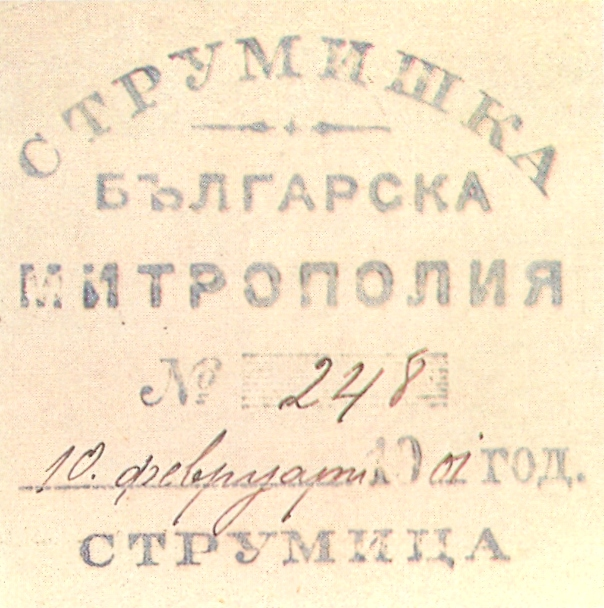
Stempel der Eparchie Strumica aus dem Jahr 1901

Im Zuge der Tanzimat-Reformen von 1856 konnte sich in den 1860er-Jahren eine bulgarische Kirchengemeinde bilden. 1870 wurde die erste neubulgarische Schule in der Stadt eröffnet. 1895 kam es in Strumica zur Gründung eines revolutionären Komitees der BMARK. 1897 wurde die Stadt durch einen Erlass des Sultans (Berât) Sitz einer Eparchie und eines Metropoliten des Bulgarischen Exarchats. Erster bulgarischer Metropolit wurde Gerasim von Strumica. 1900 zählte die Stadt 10.160 Einwohner.

### 20. Jahrhundert
Nach sechshundertjähriger Zugehörigkeit zum Osmanischen Reich eroberte die «Rila-Division» der bulgarischen Armee am 21. Oktober 1912 im Verlauf des Ersten Balkankrieges die Stadt. Als sich die osmanischen Truppen aus dem Gebiet zurückzogen, setzten sie die Dörfer Kukliš und Mokrievo in Brand, wobei 14 Dorfbewohner ums Leben kamen. Auch ermordeten sie 29 Bewohner des Dorfes Kosturino. Diese Kriegsverbrechen dienten regulären und irregulären christlichen Armeen und der örtlichen christlichen Bevölkerung als Vorwand für spätere Racheverbrechen an bestimmten Gruppen der Zivilbevölkerung. In zwei Memoranden an seinen Vorgesetzten in Thessaloniki berichtet der britische Konsul Harry Lamb am 11. Dezember 1912 davon, wie die bulgarischen Militärkräfte die Gegend bis zum 25.–27. November 1912 kontrollierten, wobei diese 34 Muslime töteten und 20 «türkische» und zwei «griechische» Häuser in Brand setzten. Darauf musste die bulgarische Armee die Stadt aber wieder verlassen und eine serbische Einheit aus rund 500 Soldaten und unter der Führung von Živojin Đirbić nahm ihren Platz ein. Bis Ende November waren sie dann für den Tod von mehr als 557 «Türken» verantwortlich; Lamb spricht von «raffinierten, aber systematischen Grausamkeiten unter dem Deckmantel einer bestimmten Rechtsform». Die serbischen Militärbehörden richteten nämlich eine Art Tribunal mit sieben Personen und unter der Führung jenes serbischen Kommandanten ein. Diesem Gericht gehörten der bulgarische Metropolit, der bulgarische Zivilgouverneur, zwei weitere Bulgaren und drei Griechen an. Alle «Türken» der Stadt im Alter zwischen 20 und 50 Jahren wurden verhaftet und wurden dieser Kommission vorgeführt. Im Mehrheitswahlrecht bestimmte das Tribunal über deren Schicksale. So wurden viele muslimische Männer nach ein oder zwei Tagen im Gefängnis bis auf ihr Hemd ausgezogen und dann in die Schlachthäuser in der Region gebracht. Dort wurden sie entweder erschossen oder mit Bajonetten erstochen. Nach diesen Prozessen blieben von den einst 400 muslimischen Stadtbewohnern weniger als sechs Häuser übrig. Zusätzlich wurde das Haus des Juden Samuel Efendi ausgeplündert und darin eine serbische Regierungsbehörde eingerichtet. Dort lagerte diese schließlich die «Beute» aus den geplünderten muslimischen und jüdischen Haushalten. Diese Besitztümer wurden letztlich auf 40 Wagen geladen und nach Belgrad verfrachtet. Ein Großteil der hauptsächlich muslimischen Geflüchteten aus den Regionen von Strumica, Radoviš und Pehčevo (Osmaniye) machte sich Richtung Thessaloniki auf. Beim erwähnten Kosturino aber, auf halbem Weg zwischen Strumica und Dojran, trafen sie auf die dortigen Dorfbewohner, die sich für die erwähnten Taten der osmanischen Soldaten rächen wollten. Zwischen 700 und 800 Muslime sollen so von ihnen ermordet worden sein. 400 weitere starben an Unterkühlung oder Hunger.
Infolge des Friedensvertrages von Bukarest (nach dem Zweiten Balkankrieg) fiel es 1913 an Bulgarien und wurde im selben Jahr Zentrum eines administrativen Bezirks (bulgarisch Струмишки административен окръг). Gegen den Beschluss von Bukarest revoltierten die in Strumica stationierten griechischen Soldaten, welche die Stadt am 8. August anzündeten. Das Feuer konnte bis zum 15. August mehr als 1.900 Gebäude zerstören.
Nach dem Ersten Weltkrieg musste Bulgarien gemäß dem Vertrag von Neuilly-sur-Seine Strumica mit weiteren Gebieten (→ Ehemalige Bulgarische Westgebiete) an das Königreich der Serben, Kroaten und Slowenen (ab 1929 Königreich Jugoslawien) abtreten. Die traditionell engen sozialen, wirtschaftlichen und kulturellen Beziehungen zur Gegend von Petritsch, die weiter zu Bulgarien gehörte, blieben jedoch erhalten, dennoch war die Bevölkerung panserbischen Bestrebungen und einer gezielten De-Bulgarisierungspolitik ausgesetzt. Während des Zweiten Weltkrieges war Strumica zwischen 1941 und 1944 erneut Teil Bulgariens.

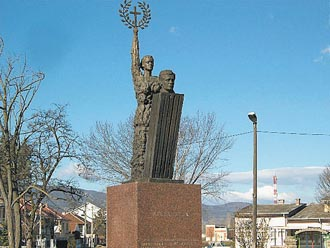
Denkmal „Mazedonien“, gewidmet dem ehemaligen mazedonischen Präsidenten Boris Trajkovski

Nach dem Ende des Zweiten Weltkriegs wurde Strumica der jugoslawischen Teilrepublik Mazedonien zugeordnet. Infolge des politischen Bruches zwischen Titos Jugoslawien und dem sowjetisch geführten Ostblock 1948 wurde die Grenze zu Bulgarien geschlossen. Die traditionell engen Beziehungen wurden dadurch weitgehend unterbrochen. Seit 1992 gehört die Stadt zum unabhängigen Mazedonien.
Während des Kosovokriegs 1999 wurde die Stadt vom I. und II. deutschen KFOR-Kontingent als Stützpunkt genutzt, speziell die im Westen der Stadt liegende Kaserne, einschließlich des zugehörigen Geländes der mazedonischen Armee. Durch die Nähe zur griechischen Grenze bot sich Strumica an, da das stationierte Nachschubbataillon häufig ankommende Güter und Ausrüstung vom Hafen in Thessaloniki transportierte.

## Bevölkerung
Nach einer Schätzung von 2016 beträgt die Einwohnerzahl der Stadt 36.920 Einwohner, in der gleichnamigen Opština leben 57.175 Menschen. 2015 waren 6910 davon arbeitslos.

## Wirtschaft
In Strumica werden verschiedene Getränke produziert darunter der Strumicka Mastik ein alkoholischer Likör aus Anis und destilliertem Wein. Dazu wird in Strumica auch der Softdrink Strumka mit Birnengeschmack hergestellt. Das noch im damaligen Jugoslawien erfundene Getränk wird heute nach ganz Europa exportiert.

## Sport
In der Stadt sind zwei Fußballmannschaften beheimatet, der 1922 gegründete FK Belasica und der 1923 gegründete FK Tiverija. Im März 2011 wurde in Strumica ein Vorqualifikationsturnier für die Fußball-Europameisterschaft der Frauen 2013 ausgetragen.

## Söhne und Töchter der Stadt
- Miletij (1832–1891), bulgarischer Geistlicher, Metropolit von Sofia
- Dimitris Semsis (1881–1950), griechischer Musiker
- Baba Wanga (1911–1996), bulgarische Prophetin
- Ksente Bogoev (1919–2008), Ökonom und Politiker
- Dušan Džamonja (1928–2009), jugoslawischer Bildhauer
- Boris Trajkovski (1956–2004), ehemaliger mazedonischer Präsident
- Dragi Gjorgiev (* 1963), mazedonischer Historiker, Vorsitzender des Instituts für Nationalgeschichte.
- Bahattin Saykaloğlu (* 1964), Fußballspieler
- Nikola Madžirov (* 1973), mazedonischer Dichter
- Zoran Zaev (* 1974), mazedonischer Ministerpräsident
- Veljko Paunović (* 1977), serbischer Fußballspieler
- Goran Maznov (* 1981), Fußballspieler
- Soran Baldowaliew (* 1983), Fußballspieler
- Goran Pandev (* 1983), Fußballspieler
- Aco Stojkov (* 1983), Fußballspieler
- Vasil Garvanliev (* 1984), Sänger
- Nikola Gjorgiev (* 1988), Volleyballspieler
- Filip Michajlow (* 1998), bulgarisch-nordmazedonischer Fußballspieler
- Igor Gjorgiev (* 2000), Handballspieler

## Sonstiges

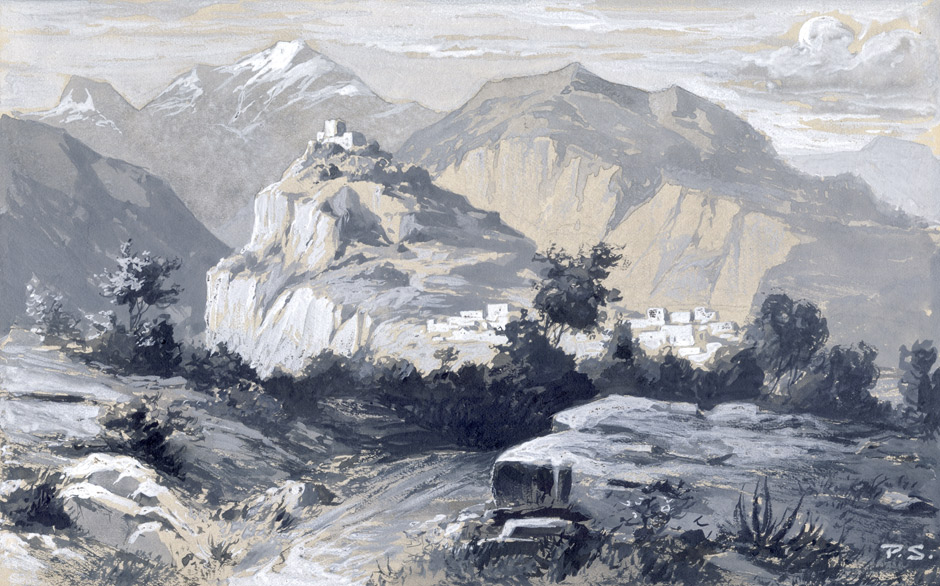
„Das ist Ostromdscha“, Illustration zu Karl Mays In den Schluchten des Balkan von Peter Schnorr, 1908

Als Ostromdscha ist die Stadt mit ihrer Umgegend Schauplatz der Romane In den Schluchten des Balkan und Durch das Land der Skipetaren von Karl May.